# Paranthura nordenstami
Paranthura nordenstami là một loài chân đều trong họ Paranthuridae. Loài này được Kensley miêu tả khoa học năm 2003.